# Густмане, Агнесе
Агнесе Густмане (латыш. Agnese Gustmane, урожд, Блумберга, латыш. Blumberga; род. 9 апреля 1971, Рига, Латвийская ССР) — советская и латвийская теннисистка и теннисный тренер. Игрок сборной Латвии в Кубке Федерации, участница Олимпийских игр 1992 года.

## Спортивная карьера
Начала играть в теннис в 8 лет. Тренировалась у Дайги Юшки, представляла клуб «Даугава». В 1985 году в составе молодёжной сборной СССР выиграла Кубок Европы.
В конце 1980-х и начале 1990-х годов выиграла два турнира женского тура ITF в одиночном разряде и восемь в парном. В 1991 году единственный раз выступила в основной сетке турнира Большого шлема, пройдя во второй круг Открытого чемпионата Франции в паре с немкой Каролиной Шнайдер. Лучшие места в рейтинге WTA — в середине второй сотни как в одиночном, так и в парном разряде.
После обретения Латвией независимости многократно выигрывала национальный чемпионат. В 1992 году представляла Латвию в теннисном турнире Олимпийских игр в Барселоне, в одиночном разряде пробившись во второй раунд, а в парном проиграв уже в первой встрече. С того же года выступала в составе сборной Латвии в Кубке Федерации, до 1998 года провела 20 матчей, одержав 6 побед в 12 встречах в одиночном разряде и 11 побед в 17 встречах в парном. В 1993 году выиграла с командой Европейско-Африканскую группу и дошла до второго раунда Мировой группы, в том числе принесла два очка в матче первого раунда против бельгиек.
По окончании игровой карьеры работала тренером в Германии, много лет сотрудничала с гамбургским клубом «Альстеркуэлле» и теннисным клубом Кальтенкирхена.

## Финалы за карьеру

### Финалы турниров ITF в одиночном разряде (2-2)
| Легенда          |
| ---------------- |
| 100 000 USD (0)  |
| 75 000 USD (0)   |
| 50 000 USD (0)   |
| 25 000 USD (1+4) |
| 10 000 USD (1+4) |

| Результат | №  | Дата             | Турнир               | Покрытие | Соперница в финале | Счёт в финале |
| --------- | -- | ---------------- | -------------------- | -------- | ------------------ | ------------- |
| Победа    | 1. | 24 сентября 1989 | Макарска, СФРЮ       | Грунт    | Натали Чан         | 4-6, 7-5, 6-3 |
| Поражение | 1. | 15 июля 1990     | Эттенхайм, ФРГ       | Грунт    | Анушка Попп        | 5-7, 6-3, 6-7 |
| Победа    | 2. | 5 августа 1990   | Реда-Виденбрюкк, ФРГ | Грунт    | Катя Эльеклаус     | 3-6, 6-4, 6-4 |
| Поражение | 2. | 26 апреля 1992   | Бари, Италия         | Грунт    | Сандра Допфер      | 2-6, 3-6      |

### Финалы турниров ITF в парном разряде (8-4)
| Результат | №  | Дата             | Турнир                     | Покрытие | Партнёрша            | Соперницы в финале                    | Счёт в финале |
| --------- | -- | ---------------- | -------------------------- | -------- | -------------------- | ------------------------------------- | ------------- |
| Победа    | 1. | 27 августа 1989  | Хехинген, ФРГ              | Грунт    | Юлия Сальникова      | Каталина Бернстейн Анника Нарбе       | 6-1, 6-2      |
| Победа    | 2. | 24 сентября 1989 | Макарска, СФРЮ             | Грунт    | Катержина Кроупова   | Эва Мелихарова Ивана Янковска         | 6-1, 6-4      |
| Поражение | 1. | 22 октября 1989  | Супетар, СФРЮ              | Грунт    | Светлана Комлева     | Эва Мелихарова Ивана Янковска         | 2-6, 3-6      |
| Победа    | 3. | 3 декабря 1989   | Будапешт, Венгрия          | Ковёр(i) | Таня Хаушильдт       | Александра Нипел Каролина Шнайдер     | 6-3, 1-6, 6-1 |
| Победа    | 4. | 15 апреля 1990   | Бари, Италия               | Грунт    | Барбара Риттнер      | Яюк Басуки Сузанна Вибово             | 6-4, 4-6, 6-2 |
| Поражение | 2. | 15 июля 1990     | Эттенхайм, ФРГ             | Грунт    | Евгения Манюкова     | Ева Пфафф Река Сиксаи                 | 3-6, 1-6      |
| Победа    | 5. | 22 июля 1990     | Дармштадт, ФРГ             | Грунт    | Евгения Манюкова     | Симона Схилдер Андреа Тьесси          | 6-4, 6-4      |
| Поражение | 3. | 5 августа 1990   | Реда-Виденбрюкк, ФРГ       | Грунт    | Виктория Мильвидская | Петра Голубова Сильвия Штефкова       | 4-6, 4-6      |
| Поражение | 4. | 28 июля 1991     | Шварцах-им-Понгау, Австрия | Грунт    | Хайди Шпрунг         | Карина Габшудова Катарина Студеникова | 3-6, 1-6      |
| Победа    | 6. | 4 апреля 1993    | Мулен, Алье, Франция       | Хард     | Яна Поспишилова      | Изабель Демонжо Катрин Сюир           | 3-6, 6-2, 6-4 |
| Победа    | 7. | 30 мая 1993      | Барселона, Испания         | Грунт    | Катажина Теодорович  | Робин Модсли Шэннон Питерс            | 7-62, 6-2     |
| Победа    | 8. | 24 октября 1993  | Фленсбург, Германия        | Ковёр(i) | Евгения Манюкова     | Таня Карстен Михаэла Зайбольд         | 6-3, 6-1      |